# Dianne Lake
Dianne Elizabeth Lake, nota anche con lo pseudonimo di Snake (Hennepin, Minnesota, 28 febbraio 1953), è una scrittrice statunitense, ex membro della "famiglia" Manson.

## Biografia
I genitori della Lake appartenevano a una delle prime comunità hippy, che cercava di condurre una vita agreste in una fattoria a Tujunga nella valle di San Fernando in California; che non corrispondesse al convenzionale "American Way of Life".
Seguendo tale modello di vita, i bambini della comunità venivano incoraggiati presto alla vita da adulti autonomi, ed erano educati secondo principi anti-autoritari. Dianne iniziò a prendere droghe allucinogene già all'età di dodici anni e ad essere presente alle promiscue feste di gruppo della comunità, spesso all'insegna dell'amore libero.

### Arrivo nella Famiglia Manson
Intorno all'età di tredici anni, lei e i suoi genitori visitarono una casa a Topanga Canyon, che all'epoca era sede della "Manson Family". A questo punto, Charles Manson fece amicizia con i genitori della Lake, e Dianne si unì presto alla comunità. Disse ai suoi genitori che le sarebbe piaciuto vivere con la Family, e i suoi furono d'accordo. I genitori diedero al trentatreenne Manson il consenso scritto che la loro figlia da ora in poi poteva vivere con lui e le sue ragazze. Dianne Lake divenne quindi, eccezion fatta per i bambini, il membro più giovane della Family.
L'adolescente Dianne divenne presto la vittima preferita di Manson, che la picchiava quasi ogni giorno, con bastoncini e cavi elettrici. Manson giustificava queste misure educative con "una cattiva condotta karmica" da parte di Dianne dovuta a un conflitto irrisolto della ragazza con il padre, che poteva essere superato solo con punizioni "fisiche". Tra gli altri membri della famiglia, in particolare gli uomini, Lake era molto popolare, e si guadagnò il soprannome "Snake" ("serpente") per l'abitudine che avevano le sue lunghe gambe di avvinghiarsi agli amanti mentre faceva l'amore. Era una cara amica di Paul Watkins e Charles "Tex" Watson. Nella sua testimonianza al processo per gli omicidi Tate/LaBianca, dichiarò di essersi innamorata di Watson e da lì in poi di aver immediatamente eseguito ogni ordine da parte di un membro maschile della setta.
Immediatamente dopo le uccisioni di Sharon Tate e dei coniugi LaBianca, Dianne Lake fuggì con il principale colpevole Tex Watson in una fattoria isolata, riuscendo a scampare all'arresto di massa del 16 agosto 1969 relativo al raid della polizia allo Spahn Movie Ranch. Secondo la sua testimonianza in tribunale, in questa fattoria Watson le confessò il suo coinvolgimento negli omicidi e disse anche di "essersi divertito ad uccidere".

### Vita dopo la Family
"Snake" Lake fu arrestata durante la retata della polizia presso il Barker Ranch avvenuta il 12 e 13 ottobre 1969. L'agente Jack Gardiner e sua moglie Carol riuscirono a guadagnarsi la fiducia della ragazza e a convincerla a testimoniare al processo contro Tex Watson, Patricia Krenwinkel, Susan Atkins e Leslie Van Houten:
(Dianne Lake)
In seguito i Gardiner presero la custodia di Dianne come genitori adottivi. All'età di sedici anni, Dianne iniziò a soffrire sempre più di allucinazioni dovute al pregresso abuso di LSD e fu ricoverata al Patton State Hospital. Lì, le fu diagnosticata una forma di schizofrenia. Con l'aiuto di una terapista e il sostegno dei suoi nuovi genitori, riuscì a curarsi, a diplomarsi al liceo e a trovare un lavoro in banca a Los Angeles.
Successivamente, Dianne Lake si sposò, ebbe diversi figli e rinnegò totalmente il suo passato come membro della Family e seguace di Charles Manson.
Nell'ottobre 2017 ha pubblicato il libro biografico Member of the Family dove racconta la propria storia e come cadde sotto l'influenza di Manson.

## Opere
- Member of the Family: My Story of Charles Manson, Life Inside His Cult, and the Darkness That Ended the Sixties, con Deborah Herman, William Morrow, 2017, ISBN 978-0062695574